# Allgemeine deutsche Bibliothek

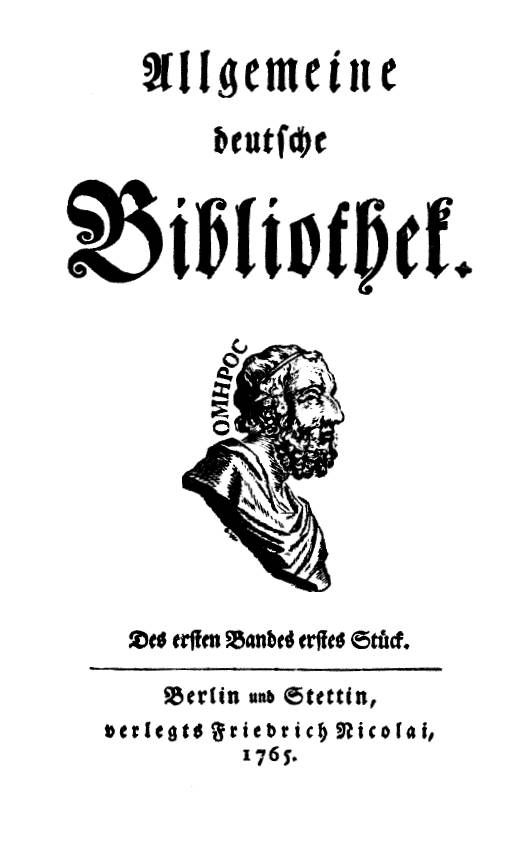

Die Allgemeine deutsche Bibliothek (AdB) war eine von Friedrich Nicolai herausgegebene Rezensionszeitschrift. Die Zeitschrift erschien von 1765 bis 1806, seit 1793 unter dem Titel Neue allgemeine deutsche Bibliothek (NADB). Das Erscheinen war vierteljährlich, d. h., es erschienen pro Jahr zwei Bände und jeder Band in zwei Stücken. Es erschienen 117 Bände der ADB mit 20 Supplementbänden und 104 Bände der NADB mit 10 Supplementbänden. Die Zeitschrift erschien in Nicolais Verlag bis 1770, ab dann bei Bohn in Kiel, die NADB erschien ab 1801 wieder bei Nicolai.
Nicolai kündigte sein Vorhaben wie folgt an:
Man leget hier dem deutschen Publico das erste Stück, der allgemeinen deutschen Bibliothek vor, wovon vierteljährig ein Stück von ohngefähr eben der Stärke erscheinen wird. Zwey Stücke werden einen Band ausmachen und jeder Band wird mit dem Bildnisse eines berühmten deutschen Schriftstellers gezieret seyn.
Dieses Werk soll seiner Absicht nach, eine allgemeine Nachricht, von der ganzen neuen deutschen Litteratur vom Jahre 1764. an, in sich enthalten. Man wird also darinn von allen in Deutschland neu herauskommenden Büchern, und andern Vorfällen, die die Litteratur angehen, Nachricht zu ertheilen suchen. Schriften, von einiger Wichtigkeit, sonderlich deutsche Originalschriften, wird man ausführlich recensiren, so daß sich der Leser von dem ganzen Werke selbst aus der Recension einen richtigen Begriff machen kann. Schriften von minderer Wichtigkeit, und Uebersetzungen wird man nur kürzlich anzeigen, doch mit Beyfügung eines kurzen Urtheils, über den Werth derselben. Akademische Dissertationen, einzelne Predigten und andere kleine Tractätgen, (sie müßten denn durch ihre Wichtigkeit und Merkwürdigkeit eine Ausnahme verdienen) wird man gar nicht anzeigen.
Das war ein vom Umfang her selbst zu jener Zeit sehr ambitioniertes Vorhaben, es gelang Nicolai jedoch, nicht nur zahlreiche, sondern auch prominente Mitarbeiter zu gewinnen.
1766 konnte er insbesondere Johann Gottfried Herder gewinnen, mit dem es aber 1774 zu einem Zerwürfnis kam. Zeitweise arbeiteten 150 Autoren für die ADB. Im Laufe von über 40 Jahren besprachen 433 Rezensenten über 80.000 Neuerscheinungen.
Rezensiert wurden Bücher aus allen Fachgebieten. Während im naturwissenschaftlichen Bereich die ADB den Entwicklungen und Fortschritten der Zeit folgte, geriet sie im Bereich der Literatur durch die sowohl Herausgeber als auch Rezensenten verbindende Ideologie der Aufklärung – die ADB galt als Sprachrohr der Berliner Aufklärung, einer Spielart der Spätaufklärung – in Gegensatz zu neueren Entwicklungen des Sturm und Drangs und der Weimarer Klassik. Die Gegensätze waren teilweise auch ganz persönlich motiviert, so ärgerte sich Goethe über die von Nicolai verfasste Werther-Parodie und verfasste eine leicht unflätige Replik. Auch in den Xenien erscheint Nicolai mehrfach mit Namen. Der Philosoph Fichte verfasste gar einen Anti-Nicolai.
Aufgrund des preußischen Zensuredikts vom 19. Dezember 1788 wurde die AdB seit 1791 in Kiel und Hamburg herausgegeben. Herausgeber war Carl Bohn, der sie von Nicolai gekauft hatte. Von 1794 bis 1795 war sie als „gefährliches Buch gegen die christliche Religion“ gänzlich verboten.
Im Rahmen des Projekts Retrospektive Digitalisierung wissenschaftlicher Rezensionsorgane und Literaturzeitschriften des 18. und 19. Jahrhunderts aus dem deutschen Sprachraum an der UB Bielefeld wurden die Inhalte sowohl der AdB als auch der NadB im Volltext verfügbar gemacht (siehe Weblinks).